# WTCC i Brasilien 2008
WTCC i Brasilien 2008, (officiellt FIA WTCC Race of Brazil 2008), kördes på Autódromo Internacional de Curitiba 2 mars.

## Race 1
| P  | Förare               | Bil           |
| -- | -------------------- | ------------- |
| 1  | Yvan Muller          | SEAT León TDI |
| 2  | Rickard Rydell       | SEAT León TDI |
| 3  | Augusto Farfus Jr.   | BMW 320si     |
| 4  | Jörg Müller          | BMW 320si     |
| 5  | Andy Priaulx         | BMW 320si     |
| 6  | Gabriele Tarquini    | SEAT León TDI |
| 7  | Jordi Gené           | SEAT León TDI |
| 8  | Félix Porteiro       | BMW 320si     |
| 9  | Tom Coronel          | SEAT León     |
| 10 | Pierre-Yves Corthals | SEAT León     |
| 11 | Oliver Tielemans     | BMW 320si     |
| 12 | Stefano D'Aste       | BMW 320si     |
| 13 | Franz Engstler       | BMW 320si     |
| 14 | Andrey Romanov       | BMW 320si     |
| 15 | Sergio Hernández     | BMW 320si     |
| 16 | Alessandro Zanardi   | BMW 320si     |
| 17 | Ibrahim Okyay        | BMW 320si     |
| 18 | Tiago Monteiro       | SEAT León TDI |

### Förare som bröt loppet
| Förare        | Bil               |
| ------------- | ----------------- |
| Robert Huff   | Chevrolet Lacetti |
| Nicola Larini | Chevrolet Lacetti |
| Alain Menu    | Chevrolet Lacetti |

## Race 2
| P  | Förare               | Bil               |
| -- | -------------------- | ----------------- |
| 1  | Gabriele Tarquini    | SEAT León TDI     |
| 2  | Andy Priaulx         | BMW 320si         |
| 3  | Félix Porteiro       | BMW 320si         |
| 4  | Jörg Müller          | BMW 320si         |
| 5  | Yvan Muller          | SEAT León TDI     |
| 6  | Augusto Farfus Jr.   | BMW 320si         |
| 7  | Rickard Rydell       | SEAT León TDI     |
| 8  | Jordi Gené           | SEAT León TDI     |
| 9  | Tom Coronel          | SEAT León         |
| 10 | Alain Menu           | Chevrolet Lacetti |
| 11 | Alessandro Zanardi   | BMW 320si         |
| 12 | Nicola Larini        | Chevrolet Lacetti |
| 13 | Tiago Monteiro       | SEAT León TDI     |
| 14 | Oliver Tielemans     | BMW 320si         |
| 15 | Sergio Hernández     | BMW 320si         |
| 16 | Stefano D'Aste       | BMW 320si         |
| 17 | Franz Engstler       | BMW 320si         |
| 18 | Pierre-Yves Corthals | SEAT León         |
| 19 | Andrey Romanov       | BMW 320si         |
| 20 | Ibrahim Okyay        | BMW 320si         |

### Förare som bröt loppet
| Förare      | Bil               |
| ----------- | ----------------- |
| Robert Huff | Chevrolet Lacetti |